# Помеловка
Помеловка — деревня в Кичменгско-Городецком районе Вологодской области.
Входит в состав Кичменгского сельского поселения, с точки зрения административно-территориального деления — в Кичменгский сельсовет.
Расстояние по автодороге до районного центра Кичменгского Городка составляет 17 км, до центра муниципального образования Кичменгского Городка — 17 км. Ближайшие населённые пункты — Падерино, Маслово, Наволок, Заверкино.
Население по данным переписи 2002 года — 22 человека (9 мужчин, 13 женщин). Всё население — русские.